# Кокпектинський сільський округ (Кокпектинський район)
Кокпекти́нський сільський округ (каз. Көкпекті ауылдық округі, рос. Кокпектинский сельский округ) — адміністративна одиниця у складі Кокпектинського району Абайської області Казахстану. Адміністративний центр — село Кокпекти.
Населення — 5718 осіб (2021; 6214 у 2009, 7577 у 1999, 8798 у 1989).
Станом на 1989 рік існували Кокпектинська сільська рада (село Кокпекти) та Узунбулацька сільська рада (села Косагаш, Лугове, Узунбулак, Чигілек), село Романовка перебувало у складі Прохладненської сільської ради.

## Склад
До складу округу входять такі населені пункти:
| Населений пункт  | Старі назви | Населення, осіб (1989) | Населення, осіб (1999) | Населення, осіб (2009) | Населення, осіб (2021) |
| ---------------- | ----------- | ---------------------- | ---------------------- | ---------------------- | ---------------------- |
| Ажа, село        | Романовка   | 480                    | 403                    | 268                    | 174                    |
| Кокпекти, село   | -           | 6094                   | 5719                   | 5111                   | 5103                   |
| Косагаш, село    | Косагач     | 256                    | 3                      | -                      | -                      |
| Толагай, село    | Чигілек     | 307                    | 409                    | 228                    | 105                    |
| Узунбулак, село  | -           | 1080                   | 592                    | 263                    | 44                     |
| Шаріптогай, село | Лугове      | 581                    | 451                    | 344                    | 292                    |